# Гутиско-Турьянское
Гутиско-Турьянское (укр. Гутисько-Тур'янське) — село в Бусской городской общине Золочевского района Львовской области Украины.
Население по переписи 2001 года составляло 666 человек. Занимает площадь 4,981 км². Почтовый индекс — 80523. Телефонный код — 3264.